# POPEYE
《POPEYE》（日语： Popai ?）是由日本出版社Magazine House於1976年6月創辦的男性時尚雜誌，每個月10日上架，刊名原自美國漫畫《大力水手》的卜派，發行商也以其他兩位主角奧莉薇和布魯托各發行過雜誌，名字同時也取巧「POP EYE」流行之眼，首任總編輯木滑良久最初是將美國現代生活介紹到日本，對國內社會產生巨大的影響，八〇年代左右也有都會男性被稱呼為「POPEYE少年」，發售日期和集英社《MEN'S NON-NO House》相同，傳遞許多歐美時尚品牌與模特兒界的新聞資訊。

## 雜誌簡介
1976年由平凡出版（Magazine House前身）創辦的《POPEYE》最早其實是從雙週刊女性時尚雜誌《an・an》發行的別冊「Men's an an POPEYE」誕生，第一期便以「Magazine for City Boys」做為醒目的副標題，在七〇年代末是日本男性雜誌最快和世界接軌的時尚刊物，全新的世界觀很快地就成在20歲左右年輕人的話題中人氣攀升，最初以月刊發行，也曾經發行過雙週刊。

## 時代年表
- 1976年－1979年：早期介紹美國西岸生活風格，和當時的《宝島（日语：宝島 (雑誌)）》重疊內容。
- 1980年－1989年：八〇年代開始轉變介紹時尚和次文化，同期勁刊《Hot-Dog PRESS》《MEN'S NON-NO》出現。
- 1990年－2011年：日本泡沫經濟崩壞後的目標讀者群變更，在《平凡パンチ》和《Hot-Dog PRESS》相繼休刊後，經過多次改版，現在以20歲世代為主要讀者群。
- 2012年－2016年：2012年5月號從騎馬釘改版為膠狀成冊[6]，並還原加上「Magazine for City Boys」的副標於封面，以月刊方式持續發刊。

## 歷任總編
- 石川次郎
- 木滑良久
- 椎根和
- 木下孝浩[7]（2012年－2018年）
- 松原亨[8]（2018年-）

## 相關刊物
- BRUTUS
- Olive
- Casa BRUTUS
- an・an

## 來源引用
1. ↑  . 雑誌広告ドットコム.   [2016年1月5日]. （原始内容存档于2015年9月29日） （日语）. 「2012年5月より誌面をリニューアル。現代のシティボーイをコンセプトにファッション、ライフスタイル、カルチャーをとことん追求する。リリー・フランキーや松浦弥太郎さんなど豪華連載陣によるコラムが誌面を更に面白くする。
2. ↑  . マガシンハウス.   [2016年1月4日]. （原始内容存档于2016年5月11日） （日语）. 「POPEYE」。水兵ポパイと恋人のオリーブ・オイル、そしてポパイの天敵ブルート（ブルータス）の物語。オリジナルは1929年にエルジー・クリスラー・シーガーによって生み出された『シンプル・シアター』という作品。日本では1959年からTBSで放送された。
3. ↑  許哲寧. . 雜誌上癮俱樂部. 2015年3月12日  [2016年1月5日]. （原始内容存档于2016年1月5日） （中文（臺灣））. 臺灣雜誌控們應該都對每一期的布魯托《BRUTUS》編輯力感到驚奇、俱樂部裡的城市風格男也著迷於卜派《POPEYE》的時尚精選，奇怪，我們是不是遺漏了某一位主角？沒錯就是奧莉薇呀！不要以為沒有這本雜誌的存在哪！
4. ↑  海野尚史. . Unnote. 2008年4月29日  [2016年1月5日]. （原始内容存档于2019年2月17日） （日语）. 椎根氏は、1976年の『POPEYE』創刊から、木滑良久・石川次郎体制で作った最後の３周年記念号（76号）（「ホゲホゲ気分で日本は安心」という小特集も今では考えられませんね）の頃までの編集現場の様子を（驚くほど詳細に）振り返りながら、今なお『POPEYE』が伝説（特に創刊から50号前後まで）として語り継がれている理由を探っています。
5. ↑  金相美. . Artscape.   [2016年1月5日]. （原始内容存档于2016年3月5日） （日语）. 『POPEYE』（ポパイ）は、同じくマガジンハウスが発行する男性向けの月刊ファッション雑誌。『an・an』の別冊「Men’s an an POPEYE」として誕生し、76年に「Magazine for City Boys」というサブタイトルで創刊された。
6. ↑  不只是圖書館. . Facebook. 2015年12月28日  [2016年1月5日]. （原始内容存档于2019年2月17日） （中文（臺灣））. 喜歡看雜誌的人對POPEYE應該不陌生，從2012年5月號開始POPEYE進行全面改版，內文以「city boy」為概念，每期介紹海內外國家職人的私服穿搭以及街拍直擊。而除了時尚之外，還有室內設計、旅行、文化等最新情報，為20歲至30歲的年輕男性，提供一本躋身都會型男的生活品味指南。
7. ↑  Oscar. . HYPEBEAST. 2015年11月16日  [2016年1月5日]. （原始内容存档于2016年3月5日） （中文（臺灣））. 對於喜愛日本潮流文化的愛好者來說，《POPEYE》絕對是每月定番之讀物，而對於起掌舵人木下孝浩（Takahiro Kinoshita），大家可能相對陌生。在這網絡資訊爆炸的時代，傳統紙媒雜誌踏進寒冬，在 2012 年，木下孝浩由《Brutus》轉會《POPEYE》出任為總編輯，並進行了全面的改革，為這日本殿堂級時尚雜誌展開新的一頁。
8. ↑  Shawn Chang. . Hypebeast. 2018-01-25  [2022-03-19]. （原始内容存档于2022-03-19）.

## 外部連結
- POPEYE的官方網站（页面存档备份，存于）
- POPEYE的Facebook專頁
- POPEYE的X（前Twitter）